# Jules Michelet
Jules Michelet [ejtsd: mislé] (Párizs, 1798. augusztus 21. – Hyères, 1874. február 9.) francia történetíró és bölcsész.

## Életútja
Pályája korán kezdődött: 23 éves korában már történelemtanár volt a Collège Rollinban. 1826-ban jelent meg első könyve.
A júliusi forradalom után a nemzeti levéltárban a történelmi osztály főnökévé tették, majd egyidejűleg François Guizot helyettesének hívták meg a Sorbonnehoz, Lajos Fülöp pedig Klementina hercegnő (a későbbi I. Ferdinánd bolgár cár édesanyja) történelemtanárává nevezte ki. Ezen időtől kezdve egymást követték történelmi művei.1838-ban az akadémiába választották és egyúttal a történelemtanár lett a Collège de France-ban.
Elkötelezett demokratikus és köztársasági nézetei miatt sok kellemetlenségnek és üldöztetésnek volt kitéve. 1850-ben elvesztette tanszékét, később, miután vonakodott az 1852. január 14-ei alkotmányra megesküdni, felmentették ama hivatalától is, melyet a levéltárban viselt.
Ettől kezdve többnyire Bretagne-ban élt visszavonultan és nagyobb műveinek kidolgozásával elfoglalva. Itt rendezte sajtó alá két legjelentősebb művét: Histoire de France és Histoire de la Révolution française (Páris 1853, 7 köt., és 1879, 9 köt.). 1870-ben Olaszországba utazott és a Franciaország vereségével végződő porosz–francia háború hatása alatt pesszimisztikus érzéssel szemlélte hazája megaláztatását.

## Művei
- Tableau chronologique de l'histoire moderne (Párizs, 1826)
- Histoire Romaine: République (Párizs, 1831)
- Prévis de l'histoire de France, jusqu'à la Révolution française (uo. 1833 és 1841)
- Précis de l'histoire moderne (uo. 1828 és 1876)
- Histoire de France (jusqu'au XVIe siècle, 3 kötet)
- Mémoires de Luther (uo. 1845, 2 kötet)
- Origines du droit français cherchées dans les symboles et formules du droit universel (uo. 1837)
- Des Jésuites (uo. 1843)
- Le prêtre, la femme et la famille (uo. 1845)
- Le peuple (uo. 1846)
- Histoire de France (Páris 1853, 7 köt., és
- La France devant l'Europe (Firenze, 1871)
- Histoire du XIX siècle (1815-ig) (Párizs, 1872–75, 3 kötet)
- Histoire de la Révolution française (1879, 9 köt.)

Kisebb munkái:
- L'oiseau, L'insecte, L'amour, La femme, La mer (ford. Lővei Klára, Pest, 1868)
- La sorcière stb.

### Magyarul
A Histoire de la Révolution française (A francia forradalom története) című nagy művét, melyben lelkesedéssel szól a szemében magasztos istenítéletről, a jakobinusok vezéreit is dicsőíti, De Gerando Antonina fordította le, mint ahogy Jeanne d’Arc-ról szóló könyvét is.
- A tenger; ford. Lővei Klára; Emich Ny., Pest, 1868
- Michelet Gyulaː Lengyel- és Oroszország Kosciusko legendája; ford. Gerando Antonina; Franklin, Bp., 1878 (Olcsó könyvtár)
- A franczia forradalom története, 1-6; ford. De Gerando Antonina; Stein, Kolozsvár, 1884–1886
- D'Arc Johanna; ford. Antonina de Gerando; Ajtai, Kolozsvár, 1893 (Teleki Blanka Kör)
- Jules Michelet: A nő, a család. Részletek Michelet "Du prétre de la femme, de la famille" c. művéből; ford. Gábor Ignác / Multatuli: Az igazi házasság. Máté fejezetének új variánsa; ford. Gábor Ignác; Forradalmi Könyvtár, Bp., 1918 (Forradalmi könyvtár)
- Franciaország történetének 1869-es előszava; ford. Nagy Géza; inː Ima az Akropoliszon. A francia esszé klasszikusai; vál., előszó, tan. Gyergyai Albert, jegyz. Somló Vera, Szávai János; Európa, Bp., 1977